# Друга влада Гојка Кличковића
Друга влада Гојка Кличковића изабрана 27. новембра 1996. године. То је била шеста Влада Републике Српске.

## Састав Владе
Предсједник Владе: Гојко Кличковић
За чланове Владе Републике Српске изабрани су:
- 1. Милан Нинковић, министар одбране,
- 2. Драган Кијац, министар унутрашњих послова,
- 3. Бранко Петрић, министар правосуђа и управе,
- 4. Алекса Буха, министар иностраних послова,
- 5. Ранко Травар, министар финансија,
- 6. Новак Кондић, министар обнове и развоја,
- 7. Недељко Лајић, министар саобраћаја и веза,
- 8. Стеван Стевић, министар образовања, науке и културе,
- 9. Млађен Цицовић, министар трговина и снабјевања,
- 10. Милорад Скоко, министар индустрије и енергетике,
- 11. Ђојо Арсеновић, министар пољопривреде, шумарства и водопривреде,
- 12. Мирко Шошић, министар здравља,
- 13. Љубиша Владушић, министар за избјегла и расељена лица,
- 14. Светлана Шиљеговић, министар информација,
- 15. Војислав Глигић, министар за питања бораца и жртава рата,
- 16. Ратко Мишановић, министар за урбанизам, стамбено-комуналне делатности и грађевинарство,
- 17. Бранко Стјепановић, министар за економске односе са иностранством,
- 18. Драган Давидовић, министар вјера,
- 19. Рајко Паповић, министар за спорт,
- 20. Винко Кондић, министар рада и социјалне заштите